# August Splitgerber
August Karl Martin Splitgerber, né le 27 août 1844 à Steingaden et mort le 30 mai 1918 à Munich, est un peintre paysagiste bavarois.

## Biographie

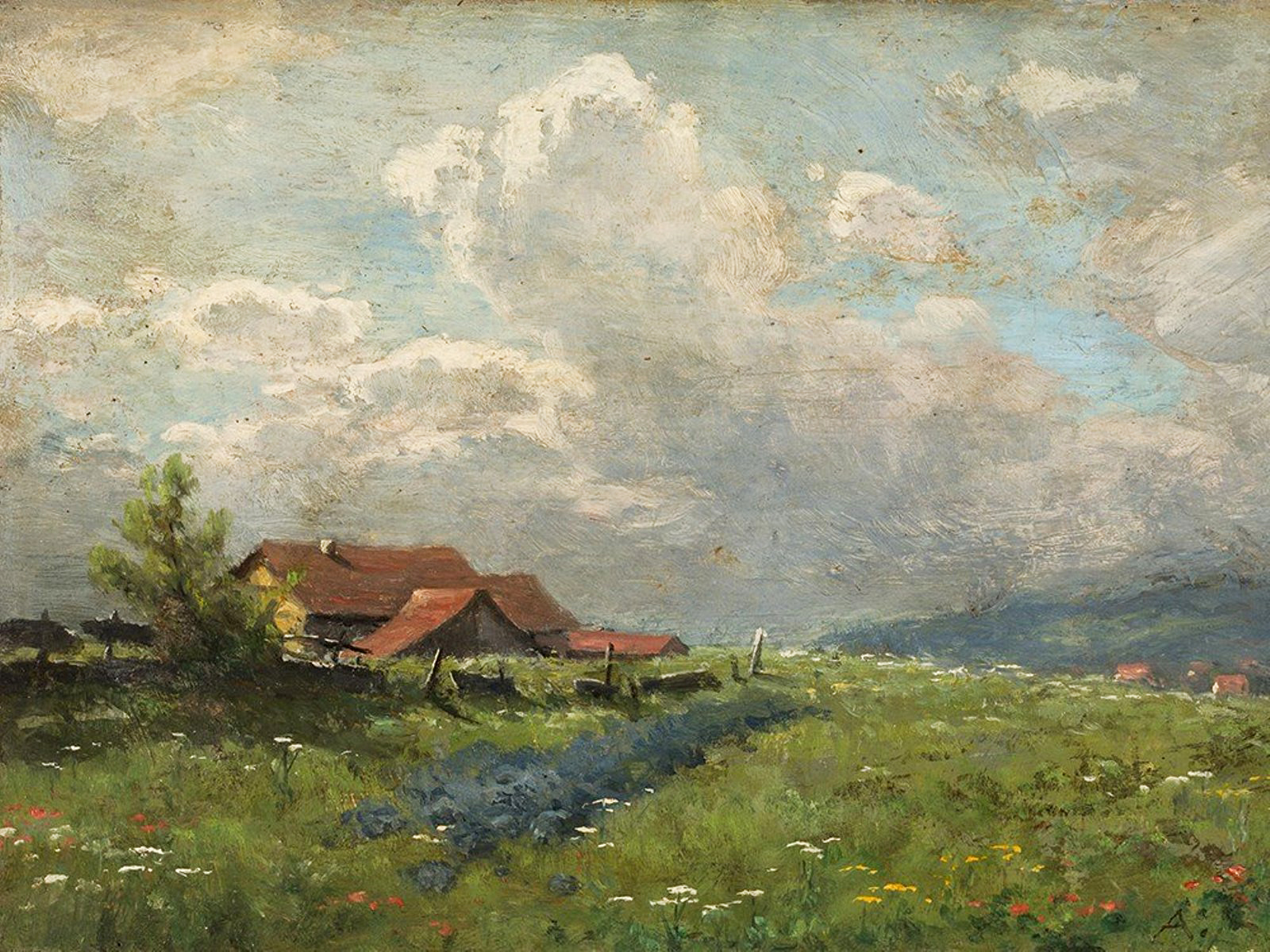
Paysage d'été.

August Splitgerber naît le 27 août 1844 à Steingaden.
À partir du 4 novembre 1861 August Splitgerber est l'élève de Hermann Anschütz à l'Académie des beaux-arts de Munich. À partir de 1879 il participe à des expositions d'art au Palais des glaces de Munich. Il expose également à Berlin, Brême, Hambourg, Dresde et Nuremberg. En 1890, il reçoit une médaille de bronze à une exposition d'art à Londres.
Ami de Wilhelm Leibl, il est initialement influencé par Carl Spitzweg. Vers 1877, les peintures de Splitgerber montrent des influences de l'impressionnisme, puis de l'Art nouveau. Son fils Fritz Splitgerber (1876-1914) est également peintre paysagiste. Les paysages du père et du fils apparaissent sous forme de cartes postales. 
Il meurt le 30 mai 1918 à Munich.